# Hedylidae
Hedylidae, fluturii-molie americani, este o familie de insecte din ordinul Lepidoptera, reprezentând suprafamilia Hedyloidea. Aceste insecte reprezintă un grup extant înrudit cu suprafamiliile de fluturi Papilionoidea și Hesperioidea. În 1986, Scoble a introdus toate speciile într-un singur gen, Macrosoma, care cuprinde în prezent 35 de specii neotropicale.